# Rosemont (Maryland)
Rosemont es una villa ubicada en el condado de Frederick en el estado estadounidense de Maryland. En el año 2010 tenía una población de 294 habitantes y una densidad poblacional de 210 personas por km².

## Geografía
Rosemont se encuentra ubicado en las coordenadas 
39°19′47″N 77°37′7″O / 39.32972, -77.61861.

## Demografía
Según la Oficina del Censo en 2000 los ingresos medios por hogar en la localidad eran de $59.750 y los ingresos medios por familia eran $66.875. Los hombres tenían unos ingresos medios de $52.000 frente a los $31.806 para las mujeres. La renta per cápita para la localidad era de $24.382. Alrededor del 1,0% de la población estaba por debajo del umbral de pobreza.